# Élections générales espagnoles de 2000 dans la Communauté valencienne
Les élections générales espagnoles de 2000 (en espagnol : Elecciones generales de España de 2000) se sont tenues le dimanche 12 mars 2000 afin d'élire les 350 députés et 208 des 266 sénateurs de la VIIe législature des Cortes Generales. 32 députés sont élus dans la Communauté valencienne.